# Chalchuapa
Chalchuapa – miasto w Salwadorze w departamencie Santa Ana, położone około 15 km na zachód od stolicy departamentu – miasta Santa Ana. Ludność (2007): 47,7 tys. (miasto), 74,0 tys. (gmina). Rozwinął się tutaj przemysł spożywczy i włókienniczy.